# Lido Poli
Lido Poli (Seravezza, 16 marzo 1918 – Forte dei Marmi, 19 aprile 1993) è stato un militare e aviatore italiano, decorato di medaglia d'oro al valor militare a vivente nel corso della seconda guerra mondiale.

## Biografia
Nacque a Serravezza, provincia di Lucca, il 16 marzo 1918. Frequentò la Scuola d'arte "Stagi" di Pietrasanta, e poi andò a lavorare come disegnatore presso la Società marmifera italiana di Querceta. Il 3 gennaio 1938 si arruolò volontario nella Regia Aeronautica in qualità di allievo sottufficiale pilota, conseguendo il brevetto di pilota d'aeroplano nel luglio successivo, e dopo aver frequentato i corsi presso le Scuole di Lucca e di Foggia fu nominato primo aviere. Nel gennaio 1939 fu mandato alla Scuola di pilotaggio di Foligno dove conseguì il brevetto di pilota militare nel giugno dello stesso anno, e dopo aver completato il corso presso la Scuola caccia di Castiglione del Lago nel mese di agosto fu trasferito al 4º Stormo Caccia Terrestre di Gorizia. Sergente dall'agosto 1939, dopo l'entrata in guerra del Regno d'Italia, avvenuta il 10 giugno 1940, fu mandato con il suo reparto, la 73ª Squadriglia del 9º Gruppo, in Africa Settentrionale Italiana il giorno successivo. Rimase gravemente ferito in combattimento l'8 agosto successivo, dopo aver abbattuto un Gloster Gladiator volando a bordo del suo Fiat C.R.42 Falco. Mentre era in combattimento un proiettile esplosivo lo colpì al braccio sinistro, quasi asportandolo, ma egli continuò a volare e combattere sostenendo di aver abbattuto un secondo Gladiator prima di eseguire un atterraggio forzato vicino a una unità di fanteria alla periferia dell'aeroporto T3. Una pattuglia dell'esercito lo riportò immediatamente a El Adem da dove fu  mandato all'ospedale della marina di Tobruk e qui venne amputato il braccio. Posto in congedo fu assegnato al Ruolo d'Onore e promosso sergente maggiore nel marzo 1941, e sottotenente di complemento nel marzo 1963, fino a giungere a quello di colonnello. Dopo la guerra lavorò a Roma come funzionario presso la Banca Nazionale del Lavoro. Si spense a Forte dei Marmi il 19 aprile 1993.

## Onorificenze

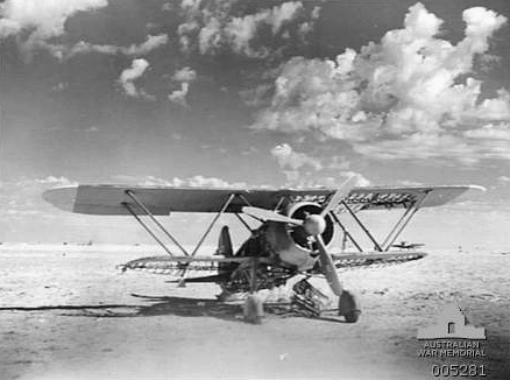
Un caccia Fiat C.R.42 Falco abbandonato, gravemente danneggiato, in Libia nel corso del 1940.

### Fonti
1. 1 2  Ufficio Storico dell'Aeronautica Militare 1969, p. 236.
2. 1 2 3 4  Combattenti Liberazione.
3. 1 2 3 4  Surfcity.
4. ↑  Gruppo Medaglie d'Oro al Valor Militare 1952, p. 66.
5. ↑   Lido Poli, su Quirinale.it. URL consultato il 20 novembre 2018.
6. ↑  Bollettino Ufficiale 1951, supl.1, pag.2.